# Shelburne (Nova Scotia)

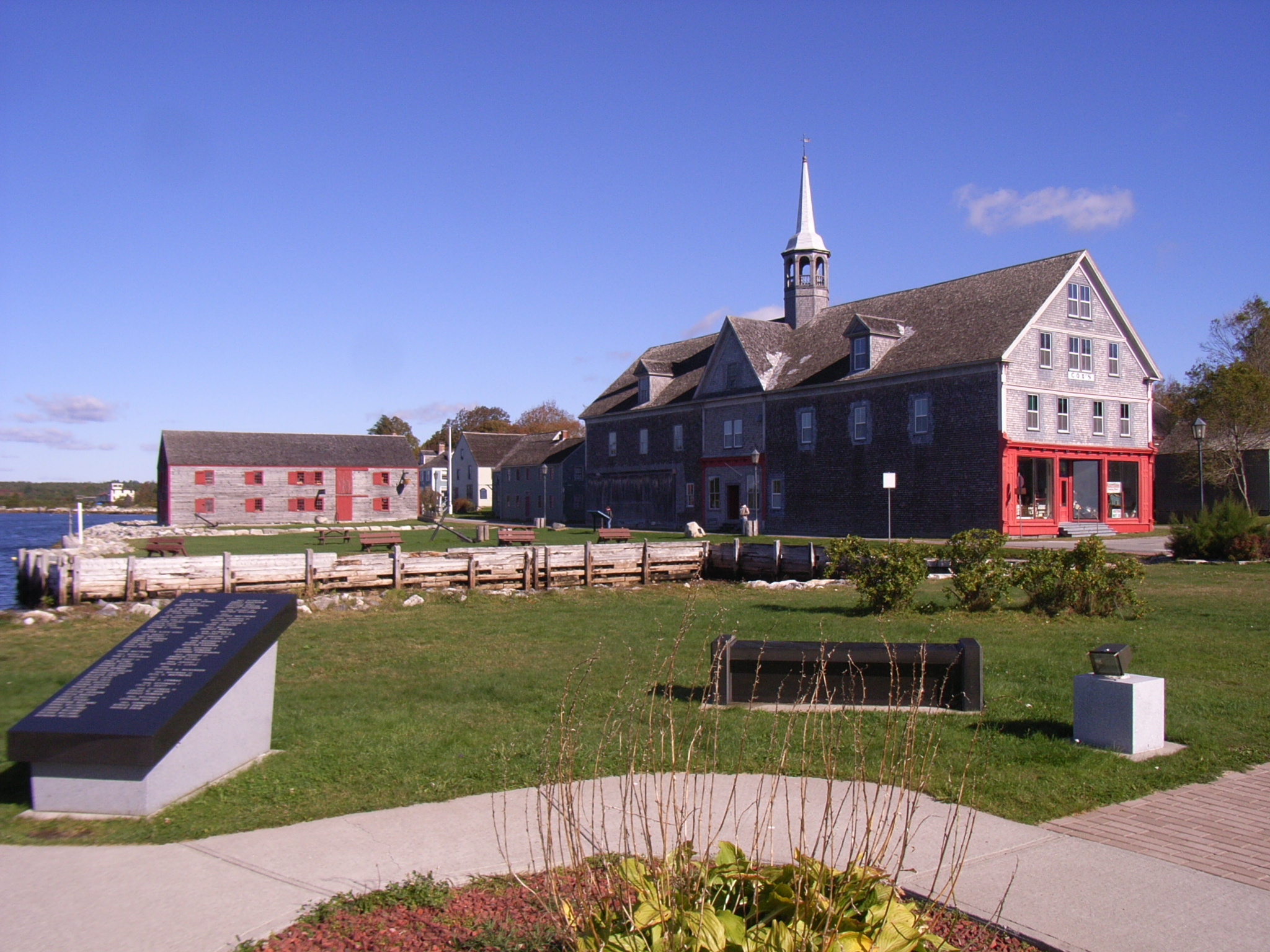
Das Warenhaus Cox in Shelburne

Shelburne ist eine Stadt im Süden der kanadischen Provinz Nova Scotia und gleichzeitig Sitz der Verwaltung des gleichnamigen Bezirkes.
Shelburne hat den drittbesten natürlichen Hafen der Welt. Die Mi'kmaq durchquerten den Roseway-Fluss und benutzten die umliegenden Länder für ihre Sommerlager, lange bevor die Ufer von spanischen, portugiesischen und französischen Fischern gesichtet wurden.

## Geschichte
Im Frühjahr 1783 ließen sich 5000 Siedler aus New York und den mittleren Kolonien Amerikas in der Gegend nieder. Das Versprechen unter britischem Protektorat zu leben, mit kostenlosem Land, Werkzeugen und Proviant, lockte viele zu der britischen Kolonie jener Zeit. Vierhundert Familien beschlossen, eine Stadt namens Port Roseway zu bilden, welche Gouverneur Parr bereits im Juni 1783 in Shelburne umbenannte. Diese Gruppe wurde bekannt als die Port Roseway Associates. Der Name der Stadt geht auf den britischen Premierminister William Petty, 2. Earl of Shelburne zurück. Die Ankunft dieser Loyalisten und ihre Gründung einer Siedlung wurde am 25. Mai 1923 durch die kanadische Regierung zu einem „nationalen historischen Ereignis“ erklärt.
Eine zweite Welle von Siedlern traf im Herbst 1783 in Shelburne ein. 1784 betrug die Bevölkerung dieser neuen Siedlung bereits über 10.000; die viertgrößte in Nordamerika, viel größer als Halifax oder Montreal.
Den schwarzen Loyalisten, die sich gleichzeitig niederließen, wurde Land auf dem Nordwestarm des Shelburne Harbour zugeteilt. Sie gründeten Birchtown, die größte freie schwarze Siedlung in Nordamerika, zu Ehren von General Birch.
Das Gebiet wurde auch von schottischen und irischen Einwanderern besiedelt. Im Juni 1818 kamen walisische Siedler von Carmarthen und Cardigan aus Wales an und gründeten die erste walisische Siedlung in Kanada. Sie ließen sich auf der Westseite des Roseway-Flusses nieder, die sie New Cambria nannten. Der Name wurde später in Welshtown geändert.
Von frühesten Zeiten an war Shelburne ein Zentrum des Schiffbaus gewesen. Das erste Schiff, die Roseway, wurde 1786 für MacLean and Bogle in Shelburne gebaut. Die Cox-Familie baute auch ihre eigenen Schiffe und trug zu einem extensiven Welthandel bei. Die frühere MacKay-Werft befand sich ebenfalls in Shelburne am Black's Brook. Donald McKay, berühmt für seine in Boston gebauten Klipper, fing seine Schiffsbaukarriere in Shelburne an. Er wurde in Jordan Falls 1810 geboren und verließ die Gegend im Alter von 16 Jahren, um eine Lehre in New York zu beginnen.
Im Juni 1785 leiteten die Brüder George und Robert Ross aus Aberdeen, Schottland, ihr Handelshaus von hier. Die Ross-Brüder handelten mit Kieferbrettern, Kabeljau, Schiffsknie und eingelegten Heringen aus Shelburne für Salz von den Turks- und Caicosinseln, Tabak aus North Carolina und Virginia, Mehl aus Neuengland, Rum, Melasse und Zucker von den Westindischen Inseln, Kurzwaren und Geschirr aus England und Wein von Madeira. Robert Thomson, der Steuerberater der Ross-Brüder war ebenso aus Aberdeen. Das Geschäft wurde in den 1880ern mit dem Tod von Robert Ross Thomson geschlossen, dem Sohn von Robert Thomson. 1931 kaufte Professor KGT Webster von der Harvard-Universität, aus Yarmouth stammend, das Haus, um es vor dem Verfall zu bewahren. Heute ist das Ross-Thomson-Haus ein authentisches Geschäft nach dem Vorbild des 18. Jahrhunderts.
1787 wurde die Zahlung von Provisionen der britischen Regierung eingestellt. Innerhalb weniger Jahre wurden viele Häuser zum Verkauf angeboten und Siedler verließen Shelburne in Richtung England, New Brunswick und den Vereinigten Staaten. In den 1820ern war die Bevölkerung von Shelburne auf ungefähr 300 gesunken.
Obwohl heute viel kleiner, blieb Shelburne die Hauptstadt des Bezirks. Shelburne erhielt am 4. April 1907 das Stadtrecht. Viele Abkömmlinge der Loyalisten wohnen noch heute in dem Gebiet.

## Wirtschaft

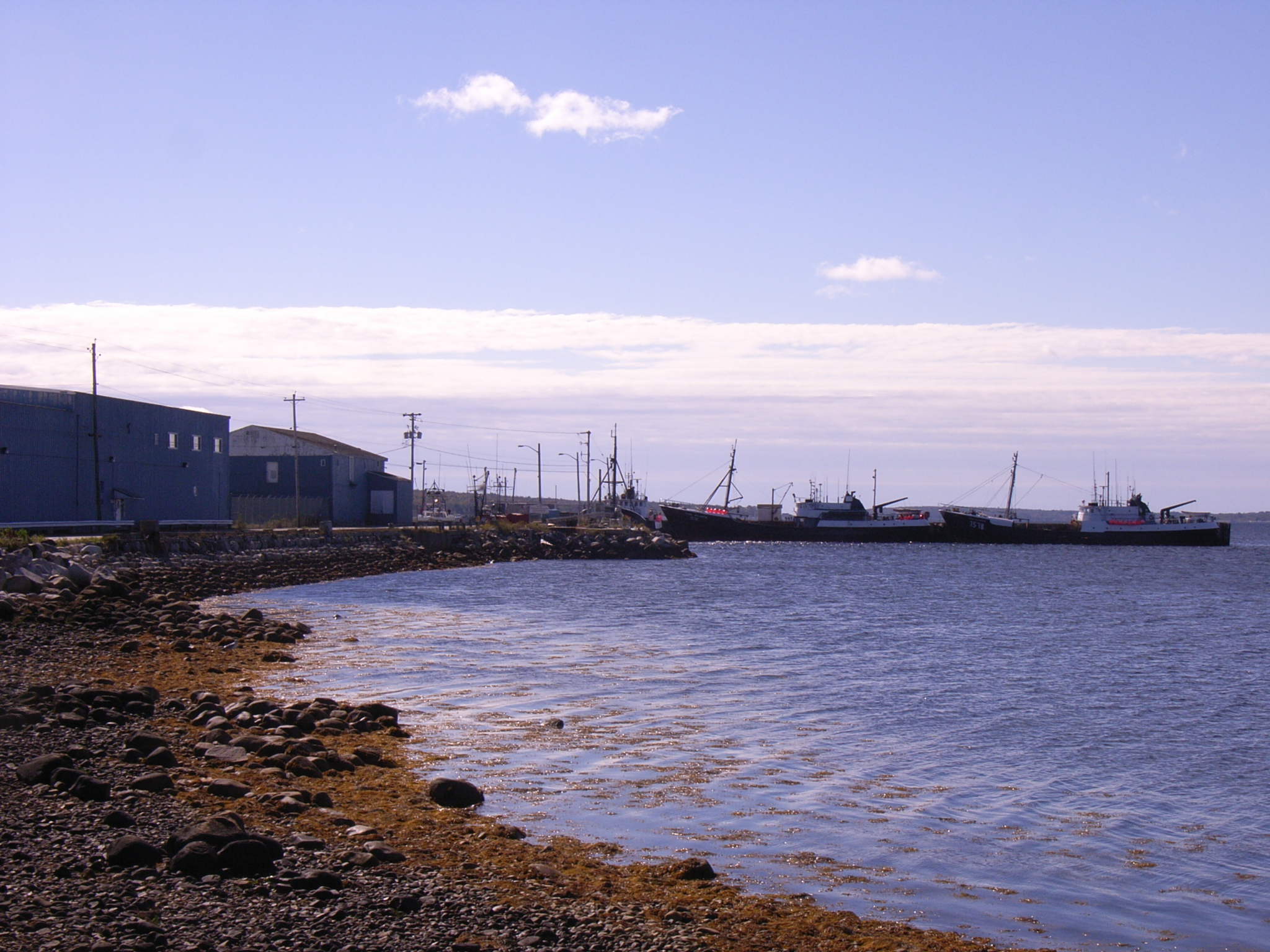
Fischereiflotte im Hafen von Shelburne, Nova Scotia

Fischerei ist heute noch der bedeutendste Wirtschaftszweig von Shelburne. Aber auch andere wie Forstwirtschaft, Fischverarbeitung, die Fertigung von Fässern, Möbeln und Granitdenkmälern sind von Bedeutung.

## Allgemeines
Die gegenwärtige Wochenzeitschrift, The Coast Guard, wird an derselben Kreuzung herausgegeben wo seit 1784 Zeitungen, wie der General Advertiser, der Port Roseway Gazetteer, der Shelburne Advertiser und die Royal American Gazette veröffentlicht worden sind.
1992 war die Dock Street der Standort für die Verfilmung von „Mary Silliman’s War“, auf einer wahren Erzählung während der Amerikanischen Revolution basierend.

1994 war die Dock Street mit ihrer Umgebung erneut Standort eines Films mit dem Titel „Der scharlachrote Buchstabe“. Der Film basiert auf Nathaniel Hawthornes Roman, der Mitte des 17. Jahrhunderts im puritanischen Neu-England spielt.